# Pleurothallis conspersa
Pleurothallis conspersa är en orkidéart som beskrevs av Frederico Carlos Hoehne. Pleurothallis conspersa ingår i släktet Pleurothallis och familjen orkidéer. Inga underarter finns listade i Catalogue of Life.